# Trochiscococcus speciosus
Trochiscococcus speciosus är en insektsart som först beskrevs av De Lotto 1961.  Trochiscococcus speciosus ingår i släktet Trochiscococcus och familjen ullsköldlöss. Inga underarter finns listade i Catalogue of Life.